# Eokingdonella luhuoensis
Eokingdonella luhuoensis är en insektsart som beskrevs av Zheng, Z. och F-m. Shi 2007. Eokingdonella luhuoensis ingår i släktet Eokingdonella och familjen gräshoppor. Inga underarter finns listade i Catalogue of Life.